# Bip-Bip
Bip-Bip eller Atomino bip-bip eller Alfa-beta (på engelsk Atomo Bleep-Bleep) er en karakter i Andeby universet lavet af Romano Scarpa. Han er et rumvæsen og er venner med Mickey Mouse og Fedtmule.
| Taleboble | Spire Denne tegneserieartikel er en spire som bør udbygges. Du er velkommen til at hjælpe Wikipedia ved at udvide den. |